# Gara Milano Centrale
Gara Milano Centrale este o gară care deservește orașul Milano, Italia. Gara asigură legături directe internaționale cu Basel, Frankfurt Hbf, Lucerna și Zürich.